# Ульснис
Ульснис (нем. Ulsnis) — община в Германии, в земле Шлезвиг-Гольштейн. 
Входит в состав района Шлезвиг-Фленсбург. Подчиняется управлению Зюдербраруп.  Население составляет 660 человек (на 31 декабря 2010 года). Занимает площадь 19,81 км².

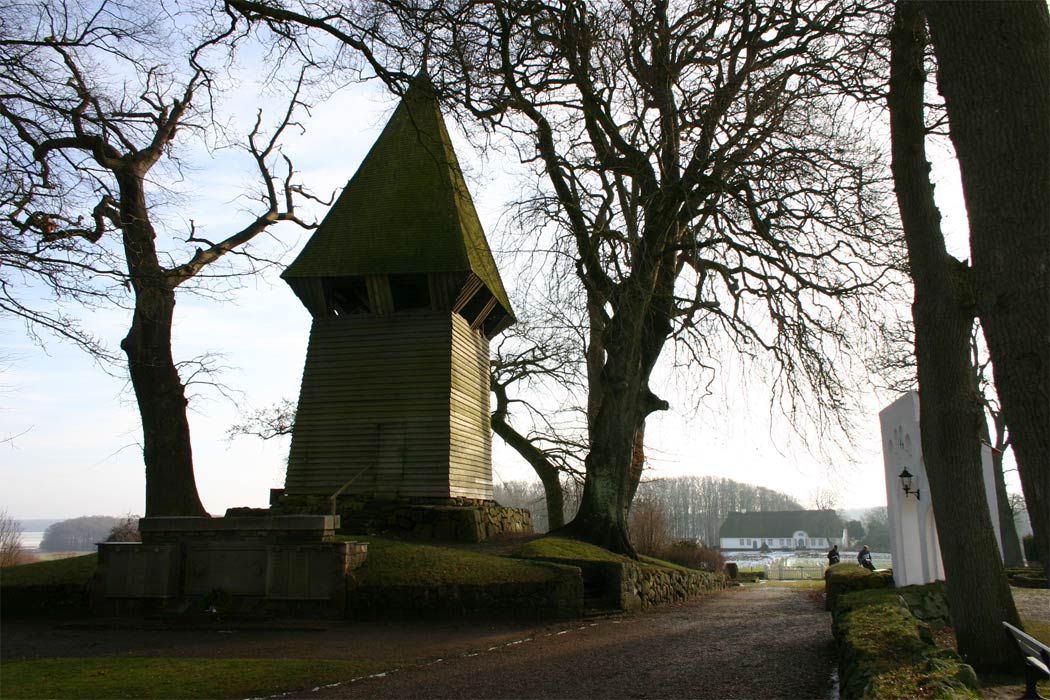
Ульснис

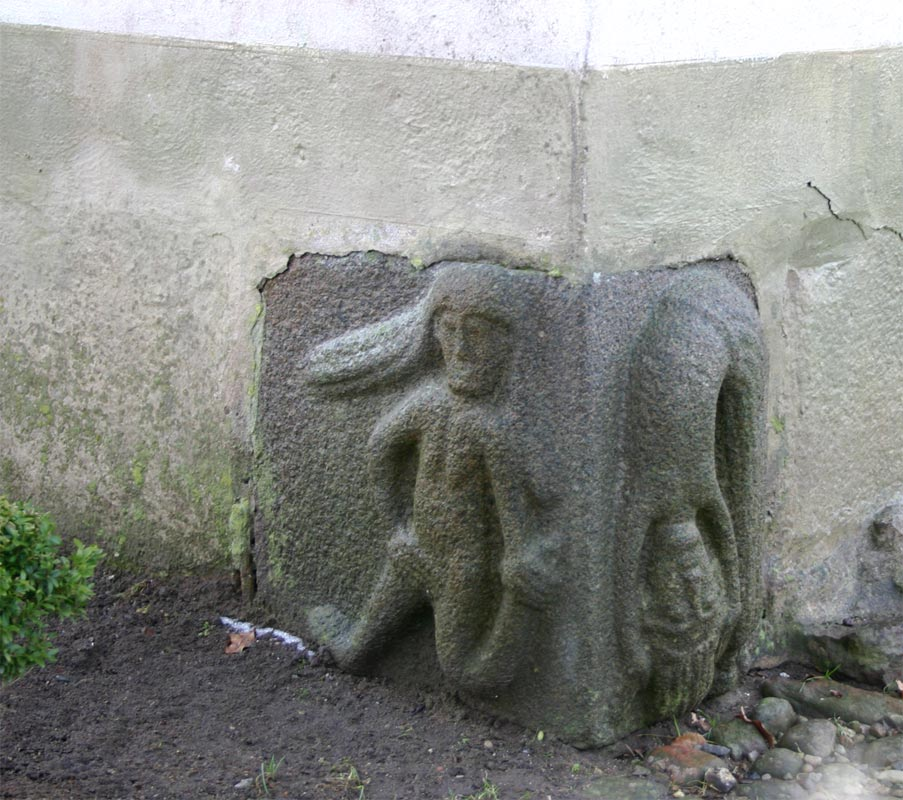
Ульснис